# Eurasien-Tunnel
Der Eurasien-Tunnel (türkisch Avrasya Tüp Tüneli) ist ein 5,4 Kilometer langer Straßentunnel unter dem Bosporus in Istanbul. Etwa einen Kilometer nördlich befindet sich der Eisenbahntunnel Marmaray. Mit den Bauarbeiten wurde am 26. Februar 2011 begonnen, der Durchschlag erfolgte am 22. August 2015. Am 20. Dezember 2016 wurde er für den Verkehr freigegeben. Das türkisch-südkoreanische Gemeinschaftsunternehmen YMSK (Yapı Merkezi und SK Engineering & Construction) plante und leitete die Arbeiten.

## Lage

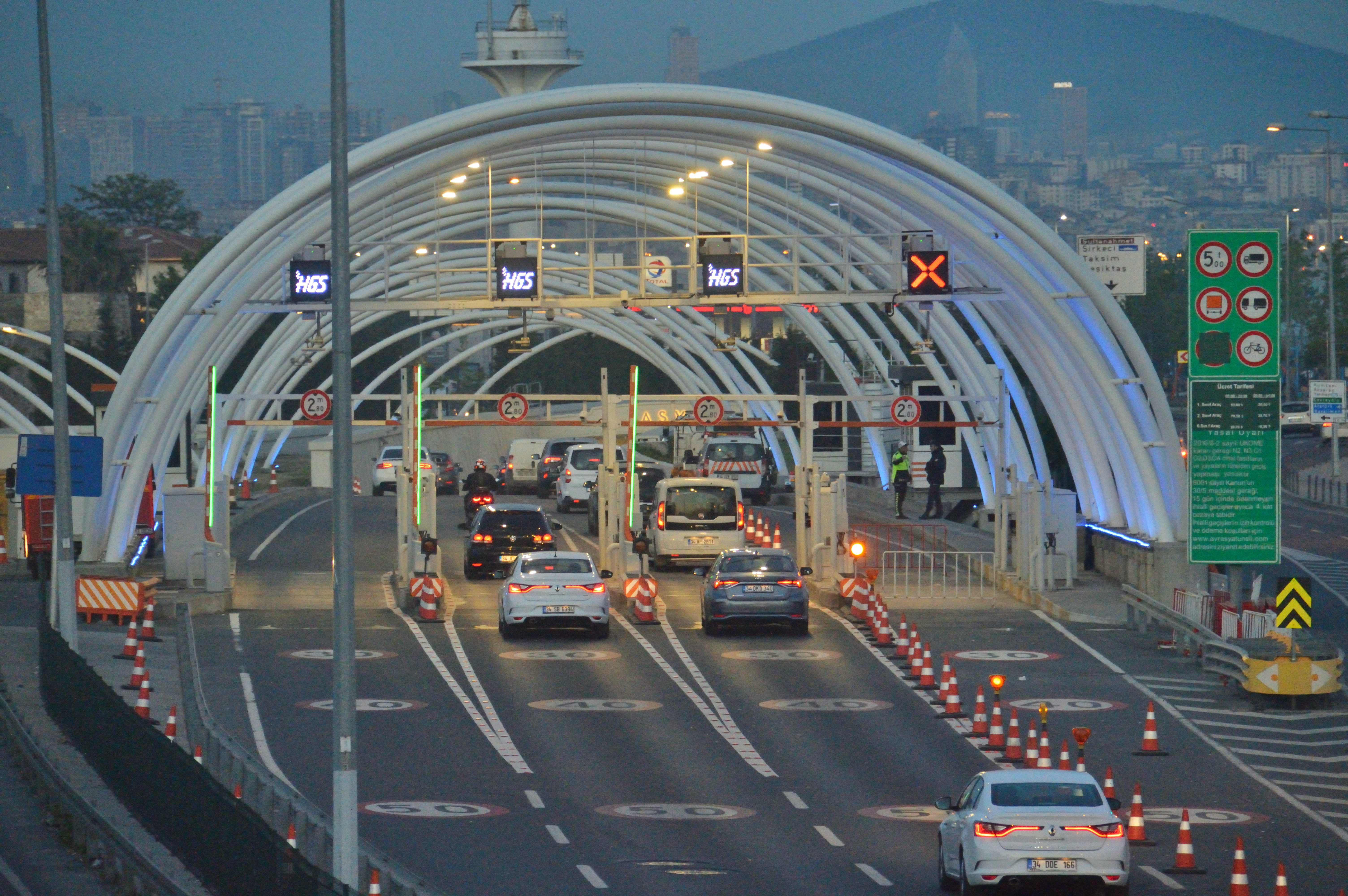
Einfahrt zum Eurasien-Tunnel von Westen aus (Fatih)

Er verbindet als erster Straßentunnel den europäischen Westteil (Stadtteil Fatih) mit dem asiatischen Ostteil (Üsküdar) der türkischen Metropole Istanbul. Dabei schließt er im Westen an die Kennedy Caddesi an, die zentrale Verkehrsachse für die Istanbuler Altstadt. Im Osten endet der Tunnel an der Harem İskele Caddesi, die in die Schnellstraße D 100 und so letztlich in die Autobahnen nach Bursa und Ankara übergeht. Im Rahmen des Projekts wurden ebenfalls die Zubringerstraßen zwischen Kazlıçeşme und Göztepe ausgebaut, um das erhöhte Verkehrsaufkommen zu bewältigen. 
Der Eurasien-Tunnel soll somit die Fahrzeit über den Bosporus zwischen den beiden Endpunkten von zuvor 100 bis 110 Minuten über die Bosporusbrücken auf rund 15 Minuten verkürzen.

## Konstruktion
Der Eurasien-Tunnel ist ein doppelstöckiger Tunnel mit jeweils zwei Richtungsfahrbahnen. Die Tunnelröhre wurde mit einer lichten Weite von 13,7 Metern aufgefahren und hat einen nutzbaren Durchmesser von 12 Metern. Sie erreicht an ihrer tiefsten Stelle 106,4 Meter unter dem Meeresspiegel, wobei die Tunneldecke dort etwa 25 Meter unter dem anstehenden Fels bleibt. Hierdurch soll eine Erdbebensicherheit bis zu einer Magnitude von 7,5 auf der Richterskala gewährleistet sein. Zwei hydraulische Ausgleichsringe sollen der Tunnelröhre eine Flexibilität von bis zu 7 cm in allen Richtungen gegenüber Erdbeben verleihen. Die Tunnel-Einfahrt auf der europäischen Seite wurde über den Meeresspiegel erhoben, um diesen Eingang vor möglichen Tsunamis zu schützen.
Mit dem Tunnelbau wurde die deutsche Firma Herrenknecht AG beauftragt. Dabei mussten hohe technische Anforderungen bewältigt werden: Ein sehr hoher Anteil an Sanden und anderem Lockergestein erforderte eine speziell angefertigte Tunnelbohrmaschine (TBM) mit einer Mixschild-Technologie, die sowohl hartes Gestein als auch weiche Sande durchbohren konnte, ohne dabei steckenzubleiben. Vor allem aber haben die Tunnelröhren hier auch den bisher in der Technikgeschichte höchsten Wasserdruck von bis zu 11 Bar auszugleichen.
Auch Umwelteinflüsse und archäologische Aspekte wurden beim Bau berücksichtigt.

## Betrieb
Der Tunnel ist nur für PKWs und Kleinbusse zugelassen. Neben Rettungssystemen und vier Wendestellen sind im Tunnel eine unterbrechungsfreie Verfügbarkeit von Licht, Luft, Telefon und Internet vorgesehen. Navigationsgeräte von Straßenverkehr und Seeschifffahrt werden ebenso voneinander unberührt bleiben wie Telemetriesysteme. Es wird ein Verkehrsaufkommen von 80.000 bis 120.000 Fahrzeugen täglich erwartet. Pro Durchfahrt wird eine Mautgebühr in Höhe von 16,60 türkischen Lira (etwa 0,37 €) je PKW und 24,90 TL (etwa 0,56 €) für Kleinbusse erhoben. Die Gebühren sollen innerhalb von 25 Jahren die Baukosten sowie die laufenden Betriebskosten amortisieren.
Die Kosten lagen bei umgerechnet 1,19 Milliarden Euro. Ein internationales Bankenkonsortium finanzierte den Baukredit für den türkischen Staat, genannt werden unter anderem die European Investment Bank, European Bank for Reconstruction and Development (EBRD), Korean Exim Bank, Korean Export Insurance Agency (K Sure), Standard Chartered Bank, Sumitomo Mitsui Banking Corporation und drei weitere türkische Banken.